# Polnische Badmintonmeisterschaft 2000
Die Polnische Badmintonmeisterschaft 2000 fand vom 4. bis zum 6. Februar 2000 in Częstochowa statt. Es war die 36. Austragung der Titelkämpfe.

## Medaillengewinner
| Disziplin    | Gold                                                                      | Silber                                                              | Bronze |
| ------------ | ------------------------------------------------------------------------- | ------------------------------------------------------------------- | --- |
| Herreneinzel | Jacek Niedźwiedzki (SKB Suwałki)                                          | Mateusz Walaszek (Technik Głubczyce)                                | Przemysław Wacha (Technik Głubczyce) Kamil Turonek (SKB Suwałki)                                                                                  |
| Dameneinzel  | Katarzyna Krasowska (Technik Głubczyce)                                   | Kamila Augustyn (Piast-B Słupsk)                                    | Agnieszka Czerwińska (SKB Suwałki) Joanna Szleszyńska (SKB Suwałki)                                                                               |
| Herrendoppel | Michał Łogosz (Technik Głubczyce) Robert Mateusiak (SKB Suwałki)          | Przemysław Wacha (Technik Głubczyce) Piotr Żołądek (Piast-B Słupsk) | Jacek Niedźwiedzki (SKB Suwałki) Damian Pławecki (AZS Kraków) Marcin Burzyński (Piast-B Słupsk) Kamil Turonek (SKB Suwałki)                       |
| Damendoppel  | Bożena Haracz (Technik Głubczyce) Katarzyna Krasowska (Technik Głubczyce) | Kinga Rudolf (Kolejarz Częstochowa) Agata Stelmaszczyk (AZS Kraków) | Barbary Kulanty (SKB Suwałki) Joanna Szleszyńska (SKB Suwałki) Agnieszka Czerwińska (SKB Suwałki) Agnieszka Jaskuła (Piast-B Słupsk)              |
| Mixed        | Robert Mateusiak (SKB Suwałki) Barbara Kulanty (SKB Suwałki)              | Piotr Żołądek (Piast-B Słupsk) Kamila Augustyn (Piast-B Słupsk)     | Wojciech Skrodzki (Piast-B Słupsk) Krystyna Polakowska (Warmia Olsztyn) Damian Pławecki (AZS Kraków) Dorota Grzejdak (Ołobok Ostrów Wielkopolski) |